# Budynek Banku Włościańskiego w Poznaniu
Bank Włościański w Poznaniu – neobarokowy, dawny budynek bankowy z 1912 zaprojektowany przez Stefana Cybichowskiego i Czesława Leitgebera dla założonego w 1872 (w Bazarze) Banku Włościańskiego. Znajduje się w Poznaniu przy Placu Wolności 9.
Obiekt charakteryzuje się zastosowaniem tzw. pozornego ryzalitu, co przy zachowaniu linii zabudowy nadaje mu bardziej monumentalny charakter. Niegdyś zwieńczony był wysokim dachem, krytym dachówką.
Rzeźbiarski wystrój fasady jest autorstwa Franciszka Flauma. Rzeźby przedstawiają Merkurego, alegorie przemysłu i handlu oraz popiersie Jana Kantego Działyńskiego – współzałożyciela instytucji finansowej, zmarłego w 1880. Budynek miał charakter bankowo-handlowo-mieszkalny. Sam bank umieszczono z tyłu parceli. Obecnie w budynku funkcjonuje jubiler i sklep tekstylny.